# John Chamberlain (Künstler)
John Angus Chamberlain (* 16. April 1927 in Rochester, Indiana; † 21. Dezember 2011 in New York City) war ein US-amerikanischer Künstler (Bildhauerei, Assemblagen, Film, Fotografie). Seine Kunst ist dem Nouveau Réalisme und dem Abstrakten Expressionismus zuzuordnen. Chamberlain gilt als Wegbereiter der Pop Art.

## Leben
Chamberlain, in Chicago aufgewachsen, arbeitete von 1943 bis 1946 als Friseur bei der US-amerikanischen Kriegsmarine (Navy). Von 1950 bis 1952 besuchte er das Art Institute of Chicago und war von 1955 bis 1966 als Dozent am Black Mountain College tätig, lernte Franz Kline und Willem de Kooning kennen, zog 1956 nach New York und lebte in den folgenden Jahren abwechselnd in New York und in New Mexico. Er setzte, da er die Schweißtechnik beherrschte, in seinen Metallskulpturen die Bilder des abstrakten Expressionismus in Plastik um, und hatte als erster Künstler die Idee, Autoschrottteile zu verwenden, die er erstmals 1957 umsetzte. 1958 folgten Assemblagen aus gepresstem Autoschrott und 1966 «Instant Skulpturen». In späteren Jahren näherte er sich der Pop Art an und begann im Jahre 1977, sich mit Fotografie zu beschäftigen, und schuf Panoramafotos. Eine Vielzahl seiner Werke wird von dem international bekannten Galeristen Karsten Greve gehandelt, der selbst als größter Sammler Chamberlains gilt. Chamberlain lebte und arbeitete seit 1980 in Sarasota in Florida.

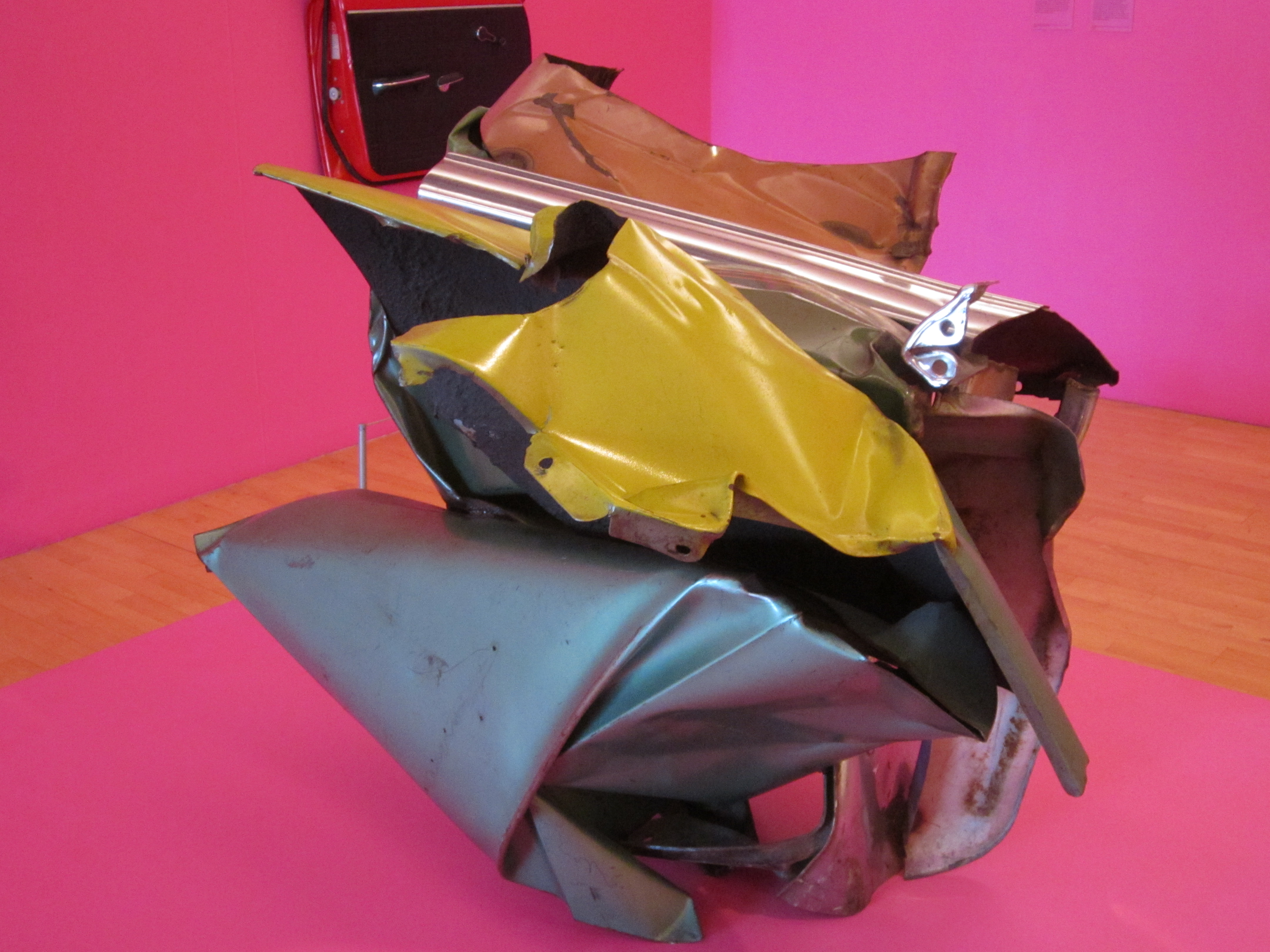
Kora, 1963, Tate Liverpool

## Auszeichnungen und Ehrungen
- 1990: Mitglied American Academy of Arts and Letters, New York
- 1993: Skowhehan Medal für Skulptur
- 1997: The National Arts Club Artists Award, New York
- 2000: Mitglied American Academy of Arts and Sciences[3]
- 2006: Wahl zum Mitglied (NA) der National Academy of Design, New York[4]

## Ausstellungen (Auswahl)
- 1967: Cleveland Museum of Art, Cleveland
- 1968: Produktionen von Filmen im Umkreis von Warhols Factory, New York
- 1971: Retrospektive Solomon R. Guggenheim Museum, New York
- 1977: Panorama-Fotografie
- 1982: documenta 7, Kassel
- 1986: Retrospektive Museum of Contemporary Art, Los Angeles
- 2012: Retrospektive Solomon R. Guggenheim Museum, New York[5]

Seine Werke wurden u. a. im Museum of Modern Art in New York, auf den Biennalen in Sao Paulo und 1964 in Venedig präsentiert.
Im Berliner Einkaufszentrum Friedrichstadt-Passagen steht seine Skulptur „Turm von Klythie“.

## Sammlungen
- ARCO Foundation Collection, Madrid
- Artsonje Center, Seoul
- Chinati Foundation, Marfa
- Cleveland Museum of Art
- Dia:Beacon, Beacon / NY
- Dia:Chelsea, New York
- Indianapolis Museum of Art
- Kunstmuseen Krefeld
- Kiasma – Museum of Contemporary Art, Helsinki
- Kunstmuseum Winterthur
- Kunstsammlung Nordrhein-Westfalen, Düsseldorf
- Menil Collection, Houston
- Museum für Moderne Kunst Frankfurt am Main (MMK), Frankfurt am Main
- MUMOK Wien
- Museum für Neue Kunst, Karlsruhe
- Museum of Contemporary Art, Los Angeles
- Nasher Sculpture Center, Dallas, Texas; Zaar, 174 cm breit, 1959
- Neues Museum Weserburg, Bremen
- Palm Springs Art Museum
- Parrish Art Museum, Southampton / NY
- Sammlung Frieder Burda, Baden-Baden
- Stedelijk Museum, Amsterdam
- Museum Brandhorst, München